# Tjasker Zuidschermer
De tjasker aan de Blokkerweg bij Zuidschermer (gemeente Alkmaar) is een paaltjasker die in 1987 is gebouwd als inmaler van de hoogwatersloot rond de stolpboerderij. De tjasker heeft de status gemeentelijk monument en ligt op korte afstand van Poldermolen K. Het is een van de weinige tjaskers in Noord-Holland; de meeste molens van dit type zijn in de provincies Groningen en Friesland te vinden.
Bemaling:
Poldermolen D ·
Poldermolen E ·
Poldermolen K ·
Poldermolen M ·
Poldermolen O ·
Ondermolen C ·
Ondermolen D ·
Ondermolen K ·
Ondermolen O ·
Bovenmolen E ·
Bovenmolen G

Overig:
De Otter ·
Tjasker Zuidschermer ·
Schermer Molens Stichting